# Messua donalda
Messua donalda är en spindelart som först beskrevs av Kraus 1955.  Messua donalda ingår i släktet Messua och familjen hoppspindlar. Inga underarter finns listade i Catalogue of Life.